# Ordem dos Frades Menores

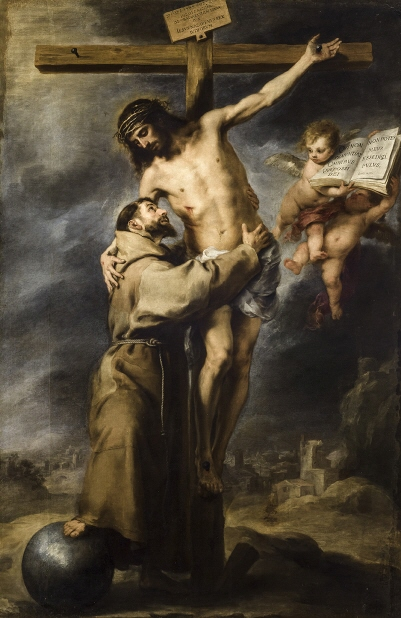
São Francisco de Assis abraçando o Cristo crucificado; por Murillo, c. 1668–1669

A Ordem dos Frades Menores (em latim Ordo Fratrum Minorum, O.F.M.), também conhecida por Ordem de São Francisco, Ordem dos Franciscanos, Ordem Franciscana ou Ordem Seráfica, é a ordem religiosa fundada por São Francisco de Assis. Esta ordem religiosa tem como ramos: os Frades Franciscanos Conventuais (de 1209) — com hábito religioso cinzento, capuz e cordão; os Frades Franciscanos Observantes com regra simplificada pelo papa Leão XIII (das Reformas 1368/1897) — de hábito castanho e capuz curto; os Frades Franciscanos Capuchinhos (de 1528) (ramo reformado dos Franciscanos Observantes) — de hábito castanho, capuz curto e todos de cordão branco com os três nós que representam os conselhos evangélicos; e os Frades Franciscanos da Imaculada (ramo reformado dos Franciscanos Conventuais) — de hábito cinza-azulado e com a medalha milagrosa de Nossa Senhora.
A regra da Ordem de São Francisco esteve na base da Terceira Ordem Regular de São Francisco; da Segunda Ordem Franciscana (Ordem de Santa Clara) fundada por Santa Clara de Assis e composta por freiras, e também na base da Ordem Franciscana Secular, para os leigos.

## Estrutura
A estrutura da Ordem de São Francisco divide-se da seguinte forma:

### Ramos masculinos
- Ordem dos Frades Menores (Franciscanos ou Franciscanos Observantes), O.F.M.
- Ordem dos Frades Menores Conventuais (Franciscanos Conventuais), O.F.M.Conv.
- Ordem dos Frades Menores Capuchinhos (Franciscanos Capuchinhos), O.F.M.Cap.
- Ordem Franciscana Secular (Franciscanos Seculares), O.F.S.
- Terceira Ordem Regular de São Francisco (Franciscanos Terceira Ordem), T.O.R.
- Frades Franciscanos da Imaculada, F.F.I.

O Anuário Pontifício de 2013 deu os seguintes números para a associação das principais ordens franciscanas masculinas:
- Ordem dos Frades Menores (O.F.M.): 2 212 comunidades; 14 123 membros; 9 735 padres;
- Ordem dos Frades Menores Conventuais (O.F.M.Conv.): 667 comunidades; 4 289 membros; 2 921 padres;
- Ordem dos Frades Menores Capuchinhos (O.F.M.Cap.): 1 633 comunidades; 10 786 membros; 7 057 sacerdotes;
- Regular da Terceira Ordem de São Francisco (T.O.R.): 176 comunidades; 870 membros; 576 padres.

### Ramos femininos
- Ordem de Santa Clara (Clarissas), O.S.C.
- Ordem das Irmãs Clarissas Capuchinhas (Clarissas Capuchinhas), O.S.C.Cap.
- Ordem da Imaculada Conceição (Concepcionistas Franciscanas), O.I.C.

### Outras comunidades
- Irmãs Franciscanas da Eucaristia
- Franciscanas Missionárias de Maria
- Congregação das Irmãs Franciscanas Hospitaleiras da Imaculada Conceição
- Congregação Franciscana da Penitência
- Congregação das Irmãs Missionárias Capuchinhas
- Congregação das Irmãs Franciscanas de Allegany, O.S.F.
- Instituto das Irmãs Franciscanas da Divina Misericórdia, F.D.M.
- Irmãs Franciscanas da Penitência e Caridade Cristã, F.P.C.C.[5] [6]

## Governo geral
- Ministro-geral: Frei Massimo Fusarelli, O.F.M.
- Ministro-geral: Frei Carlos Trovarelli, O.F.M. Conv.
- Ministro-geral: Frei Roberto Genuin, O.F.M. Cap.

### Definitório
- Definidor para a Região África/Oriente Médio - Frei Vincent Mduduzi Zungu
- Definidor para a Região Ásia/Oceania - Frei Paskalis Bruno Syukur
- Definidor para a Região Centro-norte-americana - Frei Francis Walter
- Definidor para a Região Europa Central - Frei Roger Marchal
- Definidor para a Região Ibérica - Vicente - Frei Emilio Felipe
- Definidor para a Região Itália - Frei Vincenzo Brocanelli
- Definidor para a Região Eslava - Frei Ernest Karol Siekierka
- Definidor para a Região Latino-americana - Frei Valmir Ramos (brasileiro)
- Definidor para a Região Latino-americana - Frei Julio César Bunader

## História

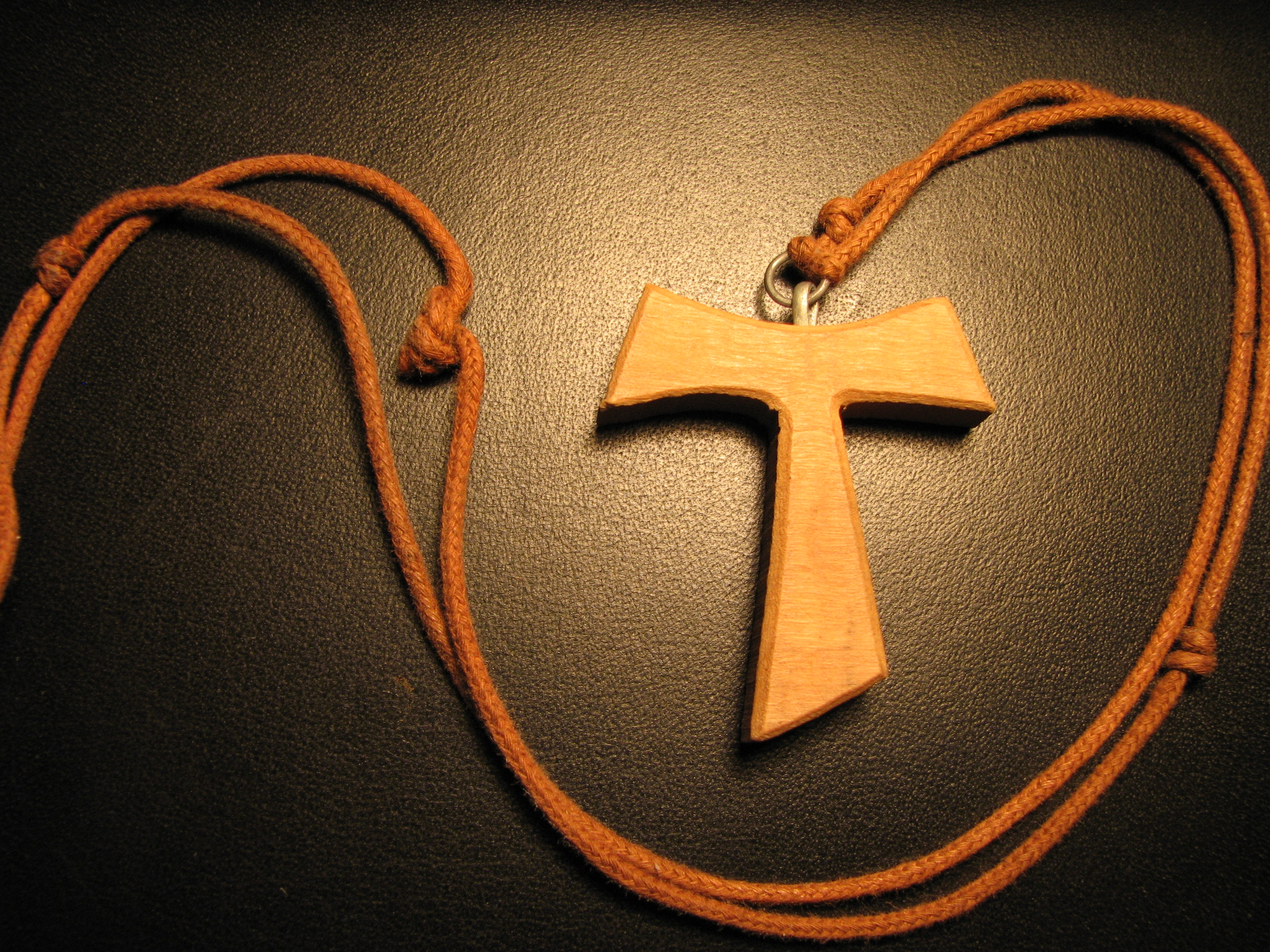
Tau, símbolo franciscano

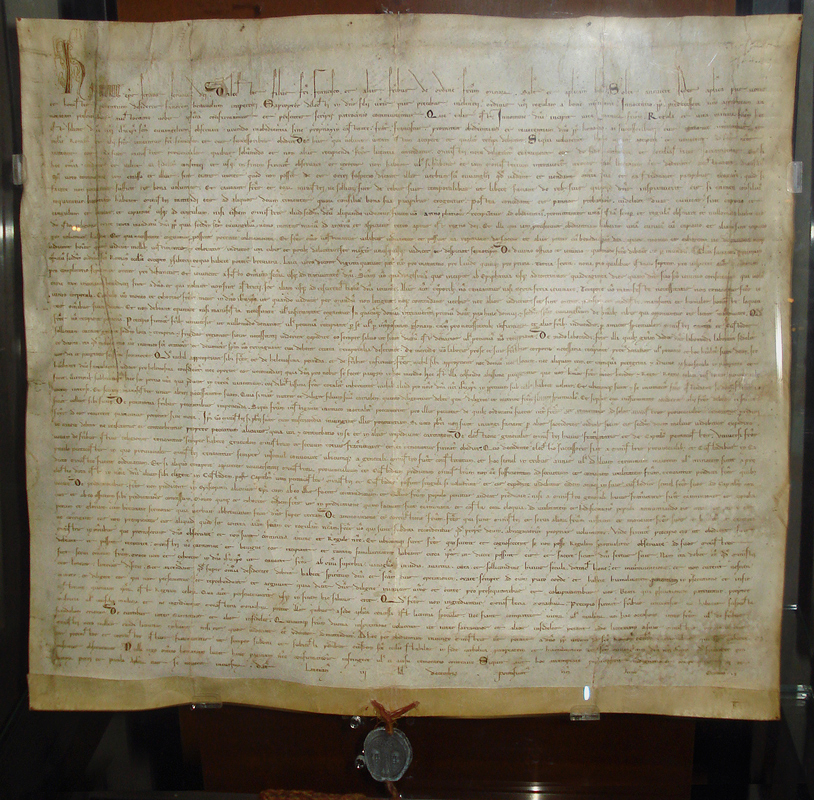
A Regra Bulada da Ordem, aprovada pelo

Foi fundada por São Francisco de Assis em 1209 na Itália. Ele era filho de um abastado comerciante, que respondeu ao chamado de Deus, que lhe falou do crucifixo de São Damião: "Vai e reconstrói a minha Igreja".
Os seus membros, de acordo com o espírito do fundador, nada deveriam possuir, estando obrigados a viver o mais pobremente possível, adotando uma vida extremamente simples, em pregação, dando exemplos de humildade e devoção.
Em sua história destacam-se os nomes de Roger Bacon no campo das ciências, e São Boaventura.
Os franciscanos não são monges, mas sim frades: realizam voto de pobreza, castidade e obediência. Vivem em fraternidades, que se designam conventos e não abadias ou mosteiros. Os seus conventos são tradicionalmente dentro das cidades ou junto a elas.

### Em Portugal
Província da Arrábida: Esta província religiosa deriva de uma reforma autónoma no âmbito da "mais estreita observância" iniciada em 1539 por Frei Martinho de Santa Maria numa ermida dedicada a Nossa Senhora situada na Serra da Arrábida nesse mesmo ano oferecida por João de Lencastre, Duque de Aveiro, à Ordem Franciscana.
A ermida foi transformada em convento em 1542, e fundaram-se mais quatro ou cinco conventos (entre eles o Convento dos Capuchos da Caparica e o Convento dos Capuchos de Sintra) que, em 1552, formaram uma Custódia com hábito, estatutos e ordenações próprias aprovados, pelo Ministro Geral da Ordem em 4 de outubro. Em 1560 constituíram uma Província aprovada pelo breve Sicut aliquando exposuit de 10 de maio. A sua sede foi sucessivamente na Arrábida, no Convento de São Pedro de Alcântara, em Lisboa, e no Convento de Mafra. Foi extinta em 1834.
Província de Santo Antônio: Província de religiosos franciscanos de «mais estreita observância» formada em obediência à bula Sacrae religionis sinceritas, de 8 de agosto de 1568, tendo a sua sede no Convento de Santo António dos Capuchos, em Lisboa (daí o facto de por vezes ser designada por Província dos Capuchos).
Formou-se a partir de um grupo de casas caracterizadas pelo rigor e o recolhimento, razão pela qual os seus religiosos se chamavam Recoletos. Tendo constituído um ramo franciscano em Itália, por iniciativa do Ministro Geral Frei Francisco dos Anjos, em 1524, estenderam-se a Portugal, onde formaram uma Custódia em 1565. Desta província derivaram a Província da Conceição em Portugal (1706) e duas Províncias no Brasil. Foi extinta em 1834.

## Princípios franciscanos
Humildade, simplicidade e justiça. Humildade significa acolhida para escutar. Quem abre os sentidos para perceber o maior e o melhor não tem medo de obedecer e mostra lealdade a um grande projeto. Simplicidade é valor de quem sabe colocar tudo em comum, é a coragem da partilha. Justiça é transparência, castidade, verdade. É revelar o melhor de si.

## Franciscanos protestantes
Resultando do Movimento de Oxford na Igreja Anglicana, e do movimento católico evangélico na Igreja Luterana, ressurgiram ordens religiosas de inspiração franciscana. Entre os anglicanos existem a Comunidade de São Francisco (para mulheres, fundada em 1905), a Sociedade de São Francisco - SSF (para homens, fundada em 1919 nos EUA e em 1934) na Inglaterra e a Comunidade de Santa Clara (para mulheres, monástica) e também a Ordem Terceira Franciscana para leigos. No Brasil existem os Irmãos Franciscanos de Canaã, ligada à Irmandade Evangélica de Maria, em Curitiba e Franciscanos Anglicanos, membros da Igreja Episcopal Anglicana do Brasil - IEAB, e a Ordem Anglicana de São Francisco de Assis (OASF), membros da Igreja Anglicana do Brasil.

## Papas franciscanos
| Papa         | Nascimento             | Início                  | Término                 | Duração do pontificado |
| ------------ | ---------------------- | ----------------------- | ----------------------- | ---------------------- |
| Nicolau IV   | 30 de setembro de 1227 | 22 de fevereiro de 1288 | 4 de abril de 1292      | 4 anos, 42 dias        |
| Sisto IV     | 21 de julho de 1414    | 9 de agosto de 1471     | 12 de agosto de 1484    | 13 anos, 3 dias        |
| Júlio II     | 5 de dezembro de 1443  | 1 de novembro de 1503   | 20 de fevereiro de 1513 | 9 anos, 113 dias       |
| Sisto V      | 13 de dezembro de 1521 | 24 de abril de 1585     | 27 de agosto de 1590    | 5 anos, 125 dias       |
| Clemente XIV | 31 de outubro de 1705  | 19 de maio de 1769      | 22 de setembro de 1774  | 5 anos, 126 dias       |
| Pio IX       | 13 de maio de 1792     | 16 de junho de 1846     | 7 de fevereiro de 1878  | 31 anos, 236 dias      |
| Leão XIII    | 2 de março de 1810     | 20 de fevereiro de 1878 | 20 de julho de 1903     | 25 anos, 150 dias      |
| Pio X        | 2 de junho de 1835     | 4 de agosto de 1903     | 20 de agosto de 1914    | 11 anos, 16 dias       |
| Bento XV     | 21 de novembro de 1854 | 3 de setembro de 1914   | 22 de janeiro de 1922   | 7 anos, 141 dias       |
| Pio XI       | 31 de maio de 1857     | 6 de fevereiro de 1922  | 10 de fevereiro de 1939 | 17 anos, 4 dias        |
| João XXIII   | 25 de novembro de 1881 | 28 de outubro de 1958   | 3 de junho de 1963      | 4 anos, 218 dias       |

Os papas Sisto V e Clemente XIV eram franciscanos conventuais; João XXIII, Pio IX e Pio X, Leão XIII, Bento XV e Pio XI pertenciam à Ordem Franciscana Secular.

## No Brasil
No Brasil, porém, os franciscanos não têm abrangência nacional e sua coordenação é descentralizada. É comum um estado (como o Acre, por exemplo), não fazer parte de nenhuma província, enquanto São Paulo está dentro do limite de duas províncias, uma regional e ainda possui uma custódia, o que é fruto de uma missão de franciscanos italianos.[carece de fontes?]

### Províncias
- Capuchinhos de Minas Gerais
- Imaculada Conceição
- Sagrado Coração de Maria
- Santa Cruz
- São Lourenço de Brindes - Capuchinhos de Paraná e Santa Catarina
- São Maximiliano Maria Kolbe
- Brasil Central
- SS. Nome de Jesus do Brasil
- Província São Francisco de Assis
- Província Santo Antônio do Brasil
- Nossa Senhora do Carmo (Capuchinhos do Maranhão, Pará, Amapá e Cuba)
- Nossa Senhora da Piedade (Capuchinhos da Bahia e Sergipe)
- Nossa Senhora da Penha do Nordeste do Brasil (Capuchinhos de Pernambuco, Alagoas, Paraíba e Rio Grande do Norte)
- Província de Nossa Senhora da Assunção

### Vice-províncias
- Nossa Senhora Aparecida do Brasil

### Custódias
- Custódia Provincial Imaculada Conceição OFMConv
- Custódia Franciscana das Sete Alegrias de Nossa Senhora
- Custódia Franciscana do Sagrado Coração de Jesus
- Custódia Franciscana São Benedito da Amazônia

### Bispos franciscanos no Brasil
- Adriano Mandarino Hypólito
- Agostinho Stefan Januszewicz
- Aloísio Alberto Dilli
- Anselmo Pietrulla
- Antônio Eliseu Zuqueto
- Antônio de Guadalupe
- Antônio Roberto Cavuto
- Benedito Domingos Vito Coscia
- Bernardo Johannes Bahlmann
- Carlos Alberto Breis Pereira
- Carlos José Boaventura Kloppenburg
- Carlos Schmitt
- Caetano Ferrari
- Capistrano Francisco Heim
- Célio de Oliveira Goulart
- Constantino Lüers
- Daniel Henrique Hostin
- Dario Campos
- Diamantino Prata de Carvalho
- Diogo Reesink
- Elias James Manning
- Evaristo Pascoal Spengler
- Felício César da Cunha Vasconcelos
- Fernando Antônio Figueiredo
- Fernando Mason
- Henrique Johannpoetter
- Henrique Müller
- Hugo María Van Steekelenburg
- Inácio João Dal Monte
- Irineu Andreassa
- Irineu Gassen
- Irineu Sílvio Wilges
- Janusz Marian Danecki
- João Bosco Barbosa de Sousa
- João José Burke
- João Inácio Müller
- João Muniz Alves
- José Belisário da Silva
- José Häring
- José Soares Filho
- Lino Vombömmel
- Luís Flávio Cappio
- Luís Gonzaga Silva Pepeu
- Mário Marquez
- Martinho Lammers
- Magnus Henrique Lopes
- Orlando Octacílio Dotti
- Osório Bebber
- Pascásio Rettler
- Quirino Adolfo Schmitz
- Rubival Cabral Britto
- Samuel Ferreira de Lima
- Severino Clasen
- Silvério Jarbas Paulo de Albuquerque
- Valfredo Bernardo Tepe

### Cardeais franciscanos no Brasil
| - Aloísio Lorscheider - Cláudio Hummes - Jaime Spengler |  | - Leonardo Ulrich Steiner - Paulo Evaristo Arns |

## Províncias de outros países
- Província Capuchinha do Chile
- Província Capuchinha de Portugal